# Áncora y Delfín
Áncora y Delfín fue una librería española situada en el número 564 de la Avenida Diagonal de Barcelona. Fue fundada en 1956 y cerró el 12 de febrero de 2012. 

## Tipografía
Uno de los elementos más emblemáticos de la librería era el diseño de su tipografía corporativa, realizado en los años 50 por el interiorista alemán Erwin Bechtold (entonces diseñador de Ediciones Destino) y que sirvió para aplicarla en todo el material de papelería (papel de cartas, tarjetas, etc.) así como en el rótulo del establecimiento. Ese rótulo con el paso de los años se convirtió en parte del paisaje comercial de la ciudad.
Debido al interés que presenta esta tipografía, única y exclusiva para la librería barcelonesa, desde el Gabinete de las Artes Gráficas de Barcelona se consideró oportuno diversos elementos que contenían esa tipografía antes de su alteración o definitiva desaparición después del cierre del negocio. Es el caso del rótulo de entrada de la librería que fue donado por la dueña de la librería al citado museo, situado en el almacén del Palacio de Pedralbes.